# Condottiere (jeu)
Condottiere est un jeu de société conçu et illustré par Dominique Ehrhard, avec l'aide de Duccio Vitale édité en 1995 par Eurogames / Jeux Descartes.
Il a pour thème l’affrontement de chefs d’armées mercenaires (condottieres) pour le contrôle des cités-états dans l’Italie de la Renaissance. Primé plusieurs fois, il est réédité en 2007 par Fantasy Flight Games puis en 2018 par Z-Man Games.

## Principe général du jeu
Les joueurs incarnent des condottieres s’efforçant de conquérir plusieurs territoires italiens adjacents,.
Les batailles pour la prise des cités italiennes sont résolues à l’aide de cartes jouées une à une. Celles-ci comprennent principalement des Cartes Mercenaires de forces variables ainsi que des cartes spéciales (Cartes Hiver, Tambour, Épouvantail, Héroïne, Reddition, Évêque) en nombre plus limité et aux pouvoirs variés.
La principale subtilité du jeu tient au fait de ne redistribuer des cartes à chacun que lorsqu’il ne reste plus qu’un seul joueur à en posséder encore en main. Leur bonne gestion est donc cruciale lors des batailles successives. Il convient, tout au long de la partie, de faire des choix sur les combats à mener et d’évaluer au mieux forces et desseins des adversaires en lice.

## Rééditions
La réédition du jeu en 2007 par Fantasy Flight Games a introduit plusieurs modifications des règles (conditions de victoire, pièce "Faveur du pape", cartes Évêque), de nouvelles cartes spéciales (Cartes Printemps, Courtisane) et des variantes.
Celle de 2018, de Z-Man Games, conserve ces remaniements tout en offrant la possibilité de jouer en utilisant règles et matériel antérieurs.
Les rééditions de 2007 et 2018 ont également abandonné le format "tarot" des cartes initiales ainsi que les illustrations de Dominique Ehrhard, remplacées par celles de Tomasz Jedruszek.

## Récompenses
- Concours de créateurs de jeux de Boulogne-Billancourt / Gobelet d'Or (1993-1994)[6]
- As d'or (Festival International des Jeux de Cannes) / Super As d'Or (1995)
- Spiel des Jahres / Sélectionné (1995)[7]